# 伊琳娜·杰哈
伊琳娜·米哈伊利芙娜·杰哈（羅馬化：Iryna Mykhailivna Dekha；1996年5月14日—），乌克兰女子举重运动员，2015年世界青年举重锦标赛女子75公斤级铜牌得主、2016年世界青年举重锦标赛女子75公斤级金牌得主、2017年世界大运会女子90公斤级金牌得主。